# 石川県道147号片山津山代線
石川県道147号片山津山代線（いしかわけんどう147ごう かたやまづやましろせん）とは、石川県加賀市にある一般県道（石川県道）である。

## 概要
- 起点：石川県加賀市片山津町ニ23番1地先（＝片山津本町交差点、石川県道39号山中伊切線交点）
- 終点：石川県加賀市山代温泉神明町32番2地先（＝加茂道交差点、石川県道11号小松山中線交点）

加賀温泉駅のそばや国道8号と接続し、加賀温泉の二大温泉地を連絡する路線である。起点は片山津温泉の南端である。南へ進み、富塚交差点で石川県道39号山中伊切線に突き当たり西へ右折、作見町交差点まで石川県道39号山中伊切線と重複し、同交差点を南に左折。IRいしかわ鉄道線をくぐり、そのまま南下。加賀ケーブル前を経て、加茂交差点で国道8号を横断し、さらに南下。加賀市文化会館前を経て、終点に至る。終点は山代温泉の中心部である。

## 歴史
- 1960年（昭和35年）10月15日：路線認定。

## 接続道路
- 石川県道39号山中伊切線［旧道］（加賀市片山津町・片山津本町交差点：起点）
- 石川県道39号山中伊切線（石川県道145号串加賀線重複）（同市富塚町・富塚交差点）
- 石川県道39号山中伊切線、石川県道145号串加賀線（同市作見町・作見町交差点）
- 石川県道292号加賀温泉停車場線（同市作見町・加賀温泉駅東口交差点）
- 国道8号（国道305号重複。同市加茂町・加茂交差点）
- 石川県道11号小松山中線（同市山代温泉・加茂道交差点：終点）

## 重複区間
- 石川県道39号山中伊切線（石川県道145号串加賀線と重複）（加賀市富塚町・富塚交差点 - 同市作見町・作見町交差点）

## 通過する自治体
- 石川県
  - 加賀市